# Изачик, Николай Георгиевич
Никола́й Гео́ргиевич Иза́чик (18 марта [10 апреля] 1901, Минск, Российская империя — 1997, Санкт-Петербург, Россия) — советский военный деятель, контр-адмирал.

## Биография
Родился в 1901 году в Минске. Член КПСС с 1918 года.
С 1919 года — на военной службе, общественной и политической работе. В 1919—1954 годах — участник Гражданской войны, краснофлотец, инструктор политотдела КБФ, начальник отдела ВМУЗ ВМФ, помощник начальника по УНР ВВМУ имени Фрунзе, начальник 2-го отдела, и. д. замначальника, помощник начальника Управления ВМУЗ ВМФ, начальник Нахимовского военно-морского училища, заместитель начальника УВМУЗ ВМС по УНР, начальник исторического факультета ВМА им. К. Е. Ворошилова (5—8.1951), заместитель начальника ВВМУ им. М. В. Фрунзе по УНР.
Делегат XXVII съезда КПСС.
Умер в Санкт-Петербурге в 1997 году.